# Den förlorade sonen (film, 1948)
Den förlorade sonen (tyska: Der Prozeß) österrikisk dramafilm från 1948 av G.W. Pabst. Filmen bygger på en verklig händelse.

## Handling
Filmen utspelar sig i Ungern på 1800-talet. En tjänsteflicka har försvunnit och den judiska församlingen anklagas för att ha mördat henne för att använda hennes blod under påsken.

## Rollista (urval)
- Ewald Balser - Dr. Karoly Eötvös
- Marianne Schönauer - Hans fästmö
- Ernst Deutsch - Scharf, tempeltjänare
- Rega Hafenbrödl - Scharfs fru
- Albert Truby - Moritz, deras son
- Maria Eis - Änkan Solymosi
- Aglaja Schmid - Esther, hennes dotter
- Heinz Moog - Baron Onody
- Iván Petrovich - Egressy, statsåklagare
- Klara Maria Skala - Julca
- Franz Pfaudler - Peczely, säkerhetspolis
- Leopold Rudolf - Recszy, säkerhetspolis
- Harry Rameau-Pulvermacher
- Paul Feyerabend (ej krediterad)

## Utmärkelser
- 1948 - Filmfestivalen i Venedig, regipriset till Georg Wilhelm Pabst, priset för bästa manlige skådespelare till Ernst Deutsch.